# Caryophyllia quadragenaria
Espèce
Statut CITES
Caryophyllia quadragenaria est une espèce de coraux appartenant à la famille des Caryophylliidae.